# 涂禎
涂禎（1465年—1508年），字賓賢，江西承宣布政使司臨江府新淦縣（今江西省新干縣）人，明朝進士、政治人物。

## 生平
弘治八年（1495年）乙卯科江西鄉試第二十三名舉人，弘治十二年（1499年）己未科會試第十四名，三甲六十九名進士，授江陰縣知縣。正德初年，擔任監察御史，巡視長蘆鹽課。劉瑾縱容自己人納糧私鹽，命其黨羽畢真索取海物，侵奪商利，涂禎則依法制裁。涂禎還朝時，遇到劉瑾只是拱手行禮。劉瑾大怒，矯詔逮捕其下詔獄。在京的江陰人士紛紛打算籌款賄賂劉瑾以釋放涂禎，涂禎則稱不可，長聲歎道：“只不過是一死，怎麼敢因此玷污各位家鄉父老啊。”於是被施杖三十，論戍肅州，因創傷竟然死於獄中。劉瑾卻仍然未消怒，命逮捕其子涂樸頂替戍邊。劉瑾被誅殺后，涂樸歸還，涂禎恢復原職，并賜祭祀。

## 家族
曾祖涂雅颂；祖涂金鑑；父涂弘濟。母何氏。慈侍下。弟賓國。